# Narodni park Krkonoši
Narodni park Krkonoši (češko Krkonošský národní park, pogosto skrajšano KRNAP) je narodni park v Libereškem in Kralovehraškem okraju na Češkem. Leži v pogorju Krkonoši, ki je najvišje območje države. Park je bil uvrščen na UNESCO-ov seznam biosfernih rezervatov. Meji na narodni park Krkonoši na Poljskem. Najvišja gora Krkonošev je Snežka (1602 m), ki je tudi najvišja gora na Češkem.
Sedež upravljavca narodnega parka je v mestu Vrchlabí, pogosto imenovano Vrata v Krkonoše, terenske službe imajo sedež v kraju Špindlerjev Mlin.

## Zgodovina
- Najstarejši logo (do 2008)
- Logo do 2013
- Današnji logo

Narodni park Krkonoši je bil razglašen 17. maja 1963 z vladnim odlokom št. 41/1963, štiri leta po tem, ko je bil 16. januarja 1959 ustanovljen poljski Narodowy Park Karkonoski. Leta 1986 se je varovalni pas narodnega parka razširil z odlokom vlade št. 58/1986 Sb. Vladni odlok št. 165/1991 Sb je določil statut Narodnega parka Krkonoši: "Poslanstvo narodnega parka je ohranjanje in izboljšanje naravnega okolja, zlasti  varstva ali obnove naravnih sistemov, strogega varstva prostoživečih živalskih in rastlinskih vrst, vzdrževanje značilnosti krajine, izpolnjevanje znanstvenih in izobraževalnih ciljev, pa tudi uporaba narodnega parka za ekološko uspešen turizem in rekreacijo brez poslabšanja okolja."
Hkrati je bilo odločeno, da se park razdeli na tri območja – divjina, zaščitena narava in obrobje. Na prvih dveh območjih je prepovedano hoditi, če  poti niso označene. Na tretjem območju se obiskovalci lahko svobodno gibajo in predvsem premikajo po travnikih in gozdovih. Prvotno ozemlje narodnega parka je bilo zmanjšano. Meje parka so se preselile višje v gore, iz njega so bila izločena bolj razvita območja in tista, ki so se prenesla v bolj onesnažena območja, v katerih je zaščita na podobni ravni kot v krajinskem parku. Dve mesti, obdani z gorami, Spindlerjev Mlin in Pec pod Snežko celo ustvarjata nekakšno luknjo na njegovem zemljevidu. Leta 1992 sta bila narodna parka na Češkem in na poljski strani skupaj vključena v mrežo biosfernih rezervatov.

## Narava
Narava v Krkonoših je zelo raznovrstna – geologija, dinamičen razvoj v preteklosti in vpliv poznejšega hladnega podnebja so vzrok za različne habitate in ohranjanje redkih vrst rastlin in živali. Tu živi okoli 300 vrst vretenčarjev, več kot 1200 vrst vaskularnih rastlin in nekaj več drugih rastlin (kot so mahovi, glive, praproti, lišaji itd.). V Krkonoših je več endemičnih vrst. 

### Geomorfološke značilnosti
Narodni park Krkonoši leži predvsem v geomorfološki enoti sistema Krkonoši–Jeseníky. Najvišja točka parka (in tudi Češke) je Snežka s 1603 metri nadmorske višine. Delijo se na Vrchlabsko višavje, Krkonoški greben na jugu in velike gorske grebene ob severni meji. Očitni so učinki zadnje poledenitve – krnica, naplavljena krnica, morena, balvani in druge značilnosti. V vzhodnem delu parka v bližini Alberic je  tudi kras – Albeřické lomy.

### Geologija
Geologija območja Krkonošev je zelo raznovrstna. Večina območja spada v kristalinsko krkonoško-jizersko območje (Jizerske gore), precejšen del pa je plutonski, sestavljen iz granitov, poseže tudi v narodni park. Je glavna hrbtenica od Mrtvega vrha (1060 m) do zahodnega dela Snežke. Na stičnih območjih, ki se raztezajo od Hvězde (959 m) nad Čertovo goro (1210 m) do Svorové gore (1411 m), sta skrilavec in filit. Vzhodni del je sestavljen iz gnajsa in filita, zahodni del pa iz filitov ponikelske skupine. Robovi v narodnem parku Krkonoši so podkrkonoška planota, na katero so nanesene sedimentne kamnine karbonske do permske starosti.

### Vegetacijski pasovi in rastlinske vrste
Meja alpskih pionirskih gozdov se giblje na nadmorski višini 1250–1350 metrov. Na visoki nadmorski višini je več vrst ledeniških reliktov (tj. rastline, ki so preživele od zadnje poledenitve), na primer: krkonoški ušivec (Pedicularis sudetica), snežni kamnokreč (Saxifraga), barjanska robida (Rubus chamaemorus), šotni mah (Sphagnum), Isoetes lacustris' in druge.
Višinski rastlinski pasovi:
- submontanski pas (400–800 m): prvotno so prevladovali listnati gozdovi (bukev, javor, gorski javor, siva jelša) in na poljski strani poleg listavcev še macesen. Ta drevesa so posekali in nasadili smreke. V podrasti so tudi zaščitene rastline, kot so brstična konopnica Dentaria bulbifera in deveterolistna konopnica Dentaria enneaphyllos, zlatična vetrnica Anemone ranunculoides, podlesna vetrnica Anemone nemorosa, čemaž (Allium ursinum L), turška lilija (Lilium martagon);
- montanski pas (800–1200 m): na tej višini prevladujejo smrekovimi gozdovi (naravni in umetno posajeni), temni gozdovi so primerno okolje za rast praproti (praproti (Dryopteris filix-mas), jelenova praprot (Blechnum spicant), gorska praprot (Athyrium distentifolium)). Od 18. stoletja naprej so tu gorski travniki, na katerih so pogoste redke rastlinske vrste (veliki zvonček, sudetska vijolica, navadna arnika, beli repuh (Petasites albus) in več predstavnikov iz družine kukavičevk);
- subalpski pas (1200–1450 m): na tej višini so najdragocenejši habitati krkonoških travišč, visokih barij in ruševje (Pinus mugo). Zastopane so trave (Nardus stricta, Calamagrostis villosa),  brusnice, Empetrum nigrum in drugo. V subalpskem pasu raste omenjeno število reliktov;
- alpinski pas (1450–1603 m): najbogatejša so strma skalnata pobočja in jame (znane kot botanični vrtovi). Pobočja so poraščena na primer z navadno preobjedo, planinsko ločiko in veliko različnih vrst praproti. V bližini izvirov raste sibirski česen, sibirski jeglič (Primula minima), alpska žalujka (Bartsia alpina), trpežna svercija (Swertia perennis). Lesne rastline so majhne zaradi zaostrenih razmer, šlezijska vrba (Salix silesiaca L. ), karpatska breza, Sorbus sudetica in gorski bor.

- Ruševje okolí Čihadla
- Praproti v sestoju smreke
- Zvončnica ob Labski koči
- Ruševje na Violíku
- Beli repuh
- Arnika
- Barjanska robida

### Favna
Na bogatem rastlinstvu živijo tudi različne živalske vrste. Skupnost živali je nastala med zadnjo ledeno dobo in v naslednjem ugodnem obdobju (imenovanem holocen). Na nižjeležečih območjih so evrosibirske živalske vrste, z višino se veča število planinskih vrst. Je več vrst nevretenčarjev, ki jih zastopajo ledeniški relikti, kot so pajek Acantholycosa norvegica, polž Vertigo modesta, enodnevnica Ameletus inopinatus, hrošč Nebria gyllenhal, kačja pastirja alpski lesketnik (Somatochlora alpestris) in šotna deva (Aeschna caerulea). Od gorskih vrst  so opazni vretenčarji, kot so ptice: severnoevropski komatar, modra taščica (Luscinia svecica svecica), dular (Charadrius morinellus), brezovček (Carduelis flammea) in najpogostejši glodavec poljska voluharica (Microtus arvalis). Krkonoške endemične vrste so le drobna enodnevnica Rhithrogena Corcontica in dve podvrsti, drugi živali sta metulj Torula quadrifaria sudetica in krkonoški polž (Cochlodina Dubiose Corcontica).
- polžja hišica
- kačji pastir alpski lesketnik
- samec dularja
- brezovček pozimi
- poljska voluharica